# フペリョート派
フペリョート派（プペリョートは、露: Вперёд、ロシア語で「前進」の意） とは、1909年12月に亡命先で結成され、1912年まで活動したロシア社会民主労働党内の分派である 。フペリョートは党のボリシェヴィキ派から生まれたが、レーニンには批判的であった。アレクサンドル・ボグダーノフとグリゴリー・アレクシンスキーが主導し、召還派、最後通牒派、建神派、カプリ派学校の講師や生徒らが集結した。
フペリョート派は1910年から1911年にかけてジュネーブで同名の不定期論文集を発行し、16号まで刊行された。
フペリョート派は、形式的にはロシア社会民主労働党内の文学グループとされていた。

## ボリシェヴィキの分裂

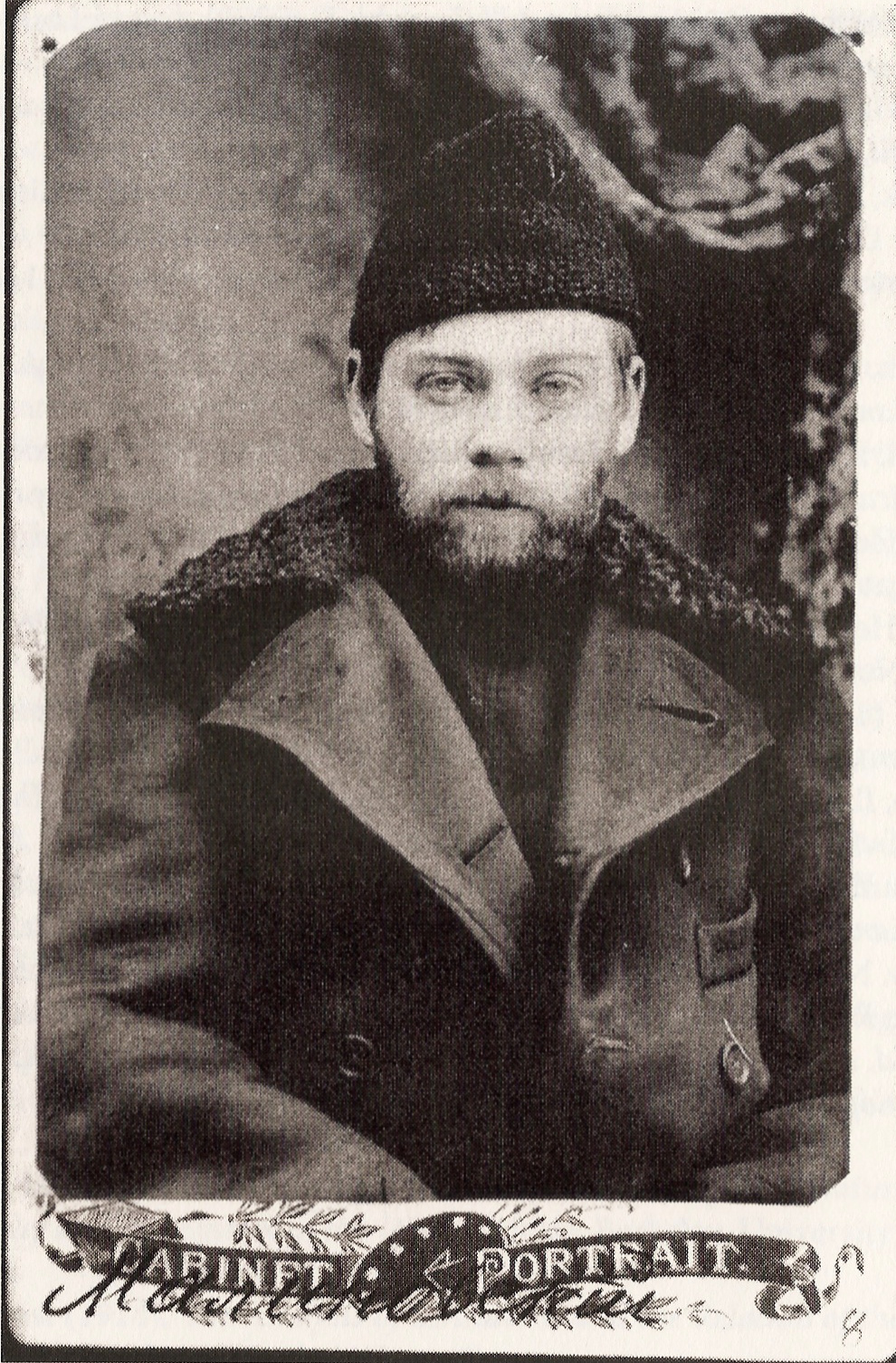
アレクサンドル・ボグダーノフ

フペリョートは、反革命の政治的雰囲気と、ロシア社会民主労働党内での政治的統制、正統性、資金をめぐる争いの中で発展した(p8)。 哲学的には、ボグダーノフと彼の支持者たちは、レーニンの『何をなすべきか?』の方針に沿って、党における知識人の強力な役割を構想していた。彼らは、労働者が党の指導部でより大きく、ふさわしい役割を担えるようにするため、党の知識人が労働者の社会主義教育を体系化する方法を提唱した。そうしなければ、多くの知識人が党を去った後、党内に残った者たちが新たな党指導部を形成することになるからであった。一方、レーニンはこの活動から距離を置いていた(p204)。
フペリョート派は、ボグダーノフがボリシェヴィキの機関誌である『プロレタリー』（労働者の意）の編集者たちに声明を提出したときに始まった。1908年6月下旬の編集委員会との会議で、レーニンはボグダーノフを編集委員会から追放することに成功した（ただし、党からの追放ではなかった）。そして事態は1909年6月にパリでレーニンが招集した拡大編集委員会会議へと至った。この文脈で、ボグダーノフは労働者階級の間で「完全に社会主義的なプロパガンダを拡大し、深化させる」という「実践的活動」の問題を提起した。彼は、『プロレタリー』の編集者たちが労働者の知的発達に十分に取り組んでいないと主張した。彼は、専制政治に対する人民の武装闘争に関する「理論的・歴史的」な詳述が欠けていることは、労働者組織における「意識的な指導者」の不在を意味し、労働者を「意識的な指導者」として訓練するためにはインテリゲンツィアが必要であると述べた。ボグダーノフは、プロレタリア大学を組織することでこの課題に応えようとした。ボグダーノフは、あらゆる形態のプロレタリア闘争において「意識的な指導者」として行動できる「影響力のある労働者の中核」を育成することを望んでいた(p199)。
1909年のパリ会議はボグダーノフの提案を完全に拒否し、その時点でボグダーノフは離席した(p197)。 ボグダーノフはその後、1909年7月に発表された報告書を執筆した。これはフペリョート派の綱領を明確に示したものだった。すなわち、レーニンとその同調者たちが「革命的マルクス主義」と、きたるべき民主主義革命におけるプロレタリアートのヘゲモニー的役割の中心性から根本的に逸脱したというものであった。 ボグダーノフとクラーシンは、『プロレタリー』が18ヶ月間にパンフレットを1冊も発行せず、党が社会主義のプロパガンダ活動を放棄したと不満を述べた。
1905年革命の失敗は、社会民主主義運動において、議員選挙による統治が行われたドゥーマ時代にブルジョア自由主義を台頭させた。ボグダーノフとその同調者たちは、レーニンとその支持者たちが「いかなる代償を払っても議会主義」を貫くことでこれを許したと非難した(p7)。ボグダーノフを含む召還主義者（レーニンが党の「解体」につながると恐れた分権化を推進した人々）の行動は、革命的マルクス主義の再主張を構成し、結束の点であったかもしれないが、ドゥーマからのロシア社会民主労働党代表の召還は、ボグダーノフには非現実的と見なされた(p197)。
1912年のロシア社会民主労働党の分裂の際、フペリョート派の参加者はウィーンで開催されたロシア社会民主労働党会議に出席したが、彼らの代表であるグリゴリー・アレクシンスキーはすぐに会議を去り、組織的にはロシア社会民主労働党（統一派）にとどまった。

## 綱領
フペリョート派の綱領「現代の状況と党の課題」の中で、その目標は「新しいプロレタリア文化を創造し、大衆に広めること」「プロレタリア科学を発展させること」「プロレタリア哲学を構築すること」であると述べられていた。また、ボリシェヴィキがドゥーマでの議会活動を行うことは許されないと主張した。
政治的には合法的な闘争形態を拒否する姿勢を取り、組織的にはロシア社会民主労働党内における分派の自由を主張していた。

## プロレタリア大学

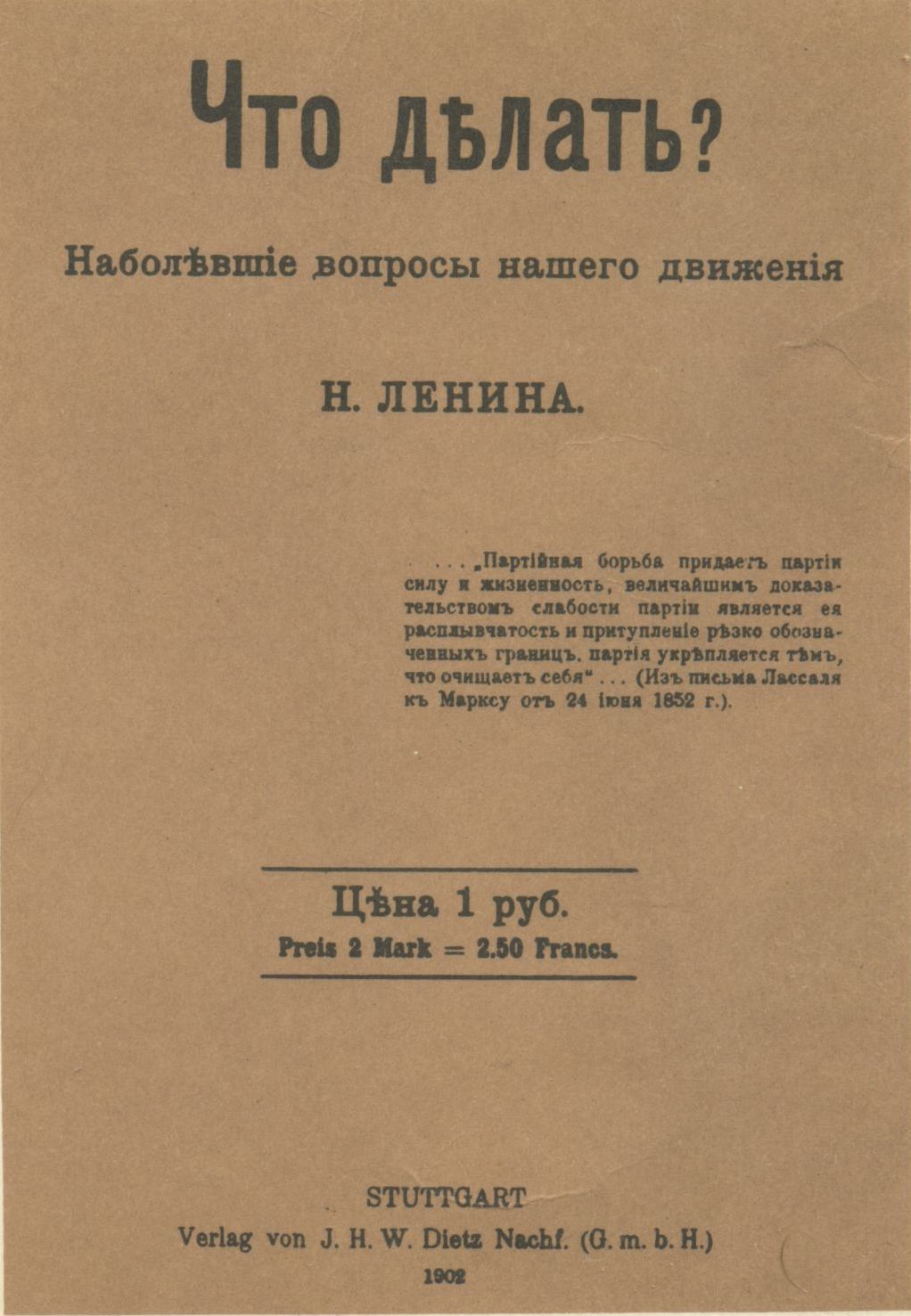
何をなすべきか? (1902)

フペリョート派はパリとジュネーブにサークルを持っていた。フペリョート派はカプリ島で実験的なプロレタリア大学を組織し、1909年8月から12月まで運営した（島のゴーリキーの自宅にて）。 もう一つは1910年11月から1911年3月までボローニャで運営された。レーニンは、フペリョート派がこの事業に8万ルーブルを無駄に使っており、党から除名されるべきだと主張した。

## 崩壊
ボグダーノフとルナチャルスキーが党内政治に幻滅し、教育とプロレタリア文化に集中しようとした一方で、アレクシンスキーは、フペリョート派を、伝統的な破壊活動の手段を用いようとする「非合法」の伝統を永続させるものと見なした。ポクロフスキーとメンジンスキーが加わったこの再定義されたグループは、『プロレタリー』の編集委員会の支配権を握り、「プロレタリア文化と科学」からそれを切り離した。 しかし、フペリョート派は勢いを失い、1912年には最終的に活動を停止した(p208)。
レーニンは「労働運動が復活するとすぐに、多様な要素から成り、明確な政治路線を持たず、階級政治とマルクス主義の基本を理解していなかったこのグループは、跡形もなく崩壊した」と指摘している。
最終的に、フペリョート派のメンバーがボリシェヴィキ党への合流を決定したのは1917年3月のことであった。

## メンシェヴィキの『フペリョート』
おそらく二月革命の直後から、『フペリョート』はメンシェヴィキの機関誌として発行され始めた。1917年、メジライオンカの指導者であるI. ユレネフは、1913年に設立された地下運動の三部構成の歴史を出版した。『フペリョート』は「メンシェヴィキの『フペリョート』、ゴーリキーの『ノーヴァヤ・ジーズニ』、そして『ジェーロ・ナローダ』といった社会主義新聞が容認されていた1918年前半」にも発行され続けた。

## 主要なメンバー（アルファベット順）
- グリゴリー・アレクシンスキー
- ヤコフ・ベルマン
- アレクサンドル・ボグダーノフ
- マクシム・ゴーリキー
- ウラジーミル・デスニツキー
- イズライレヴィッチ
- フョードル・カリーニン
- レオニード・クラーシン
- イワン・レベデフ＝ポリャンスキー
- アナトリー・ルナチャルスキー
- マルチン・リャードフ
- ドミトリー・マヌイリスキー
- ヴャチェスラフ・メンジンスキー
- ミハイル・ポクロフスキー
- アレクサンドル・ソコロフ
- イワン・トライニン
- ミハイル・ツハカヤ
- ヴャチェスラフ・シャンツェル

## 参照
1. ↑  Marot J. E. "Alexander Bogdanov, Vpered, and the Role of the Intellectual in the Workers' Movement." Russian Review July 1990 49(3) p241 - 264  Blackwell. JSTOR 130152.
2. 1 2 3  Read C. "Lenin: a revolutionary life." Routledge, 2013 ISBN 1134624719, 9781134624713.
3. 1 2  Sochor Z. A.  "Revolution and Culture: The Bogdanov-Lenin Controversy." Cornell University Press 1988 p4. ISBN 0801420881, 9780801420887.
4. 1 2 3 4 5  Marot J. E. "The October Revolution in Prospect and Retrospect: Interventions in Russian and Soviet History." BRILL, 2012 ISBN 9004229876, 9789004229877.
5. ↑  Day R. B. and Gaido J. "Witnesses to Permanent Revolution: The Documentary Record." Volume 21 of Historical Materialism Book Series. BRILL 2009 p568 ISBN 9004167706, 9789004167704.
6. ↑  Waller M. "Democratic Centralism: An Historical Commentary." Manchester University Press, 1981 p28 ISBN 0719008026, 9780719008023.
7. ↑  Biggart J. "Alexander Bogdanov, Left-Bolshevism and the Proletkult 1904 - 1932." University of East Anglia 1989 p150.
8. ↑  “ЛУНАЧАРСКИЙ О ЛЕНИНЕ НАКАНУНЕ ВОЗВРАЩЕНИЯ В РОССИЮ (март — апрель 1917 г.) - Луначарский Анатолий Васильевич”. 2012年10月22日時点のオリジナルよりアーカイブ。2012年5月13日閲覧。
9. ↑  Thatcher, Ian D. (March 1994). “Trotsky and Bor'ba”. The Historical Journal 37 (1):  113–125. doi:10.1017/s0018246x00014722. ISSN 0018-246X.
10. ↑  Getzler, Israel (2003). Martov: A Political Biography of a Russian Social Democrat. Cambridge University Press